# باول فيرا
باول فيرا (بالفرنسية: Paul Vera)‏ هو رسام مائي ورسام ونقاش ورسام توضيحي فرنسي، ولد في 25 ديسمبر 1882 في باريس في فرنسا، وتوفي في 26 نوفمبر 1957 في سن جرمن آن له في فرنسا.